# Walter Nadolny
Walter Nadolny (* 13. Januar 1883 in Groß Stürlack, Ostpreußen, heute Sterławki Wielkie, Gemeinde Ryn; † 12. Mai 1958) war ein deutscher Rechtsanwalt und Brauereidirektor.

## Leben
Nadolny besuchte das Kgl. Friedrichs-Collegium in Königsberg und studierte an der dortigen Universität sowie in Freiburg/Br. Rechtswissenschaft. Er war zunächst als Gerichtsassessor, dann als Rechtsanwalt und schließlich bei der Dresdner Bank – bis 1933 als Mitglied der Geschäftsleitung – tätig.
Später wurde er Vorsitzender des Vorstandes der Schultheiss Brauerei AG in Berlin. Daneben war er Vorstandsmitglied des Deutschen Brauer-Bundes, Beiratsmitglied der IHK Berlin sowie Präsidialmitglied des Vereins Berliner Kaufleute und Industrieller.
Von 1945 bis 1955 amtierte er als Präsident der Versuchs- und Lehranstalt für Brauerei.

## Ehrungen
- 1953: Großes Verdienstkreuz der Bundesrepublik Deutschland